# Mariko Kouda Concert Tour '97〜'98 なんだってば!?
『Mariko Kouda Concert Tour '97〜'98 なんだってば!?"』（まりここうだコンサートツアー9798なんでだってば）は、國府田マリ子の3枚目のライブ・ビデオ及びそれに収録されている楽曲。1998年8月7日、キングレコードより発売。
その後DVD版を2000年2月4日に発売。

## 解説
- '97～98年に行われたコンサートツアーのうち、1998年1月8日渋谷公会堂で開催された模様を収録。

## サポートメンバー
マリコBAND
- 南明男：ギター、バンドマスター
- 春山信吾：ベース
- 平山牧伸：ドラム
- 大久保治信：キーボード
- 宮島律子：キーボード、コーラス

## 収録曲
1. 青空のキモチ
作詞：國府田マリ子・井上うに、作曲：松原みき、編曲：十川知司
2. シンデレラまであと5分
作詞・作曲：種ともこ、編曲：西川進
3. Harmony
作詞：國府田マリ子、作曲：松原みき、編曲：岩本正樹
4. 〜メッセージ〜
作詞：國府田マリ子・谷亜ヒロコ、作曲・編曲：西脇辰弥
5. 風がとまらない
作詞・作曲：種ともこ、編曲：亀田誠治
6. そばにいるから
作詞・作曲：國府田マリ子、編曲：中村修司
7. きんいろ月ぎんいろ星
作詞：國府田マリ子、作曲：井上うに、編曲：西脇辰弥
8. 大アリクイもマーチ
作詞：國府田マリ子・井上うに、作曲・編曲：西脇辰弥
9. ムサ君
作詞：國府田マリ子・井上うに、作曲：井上うに、編曲：西脇辰弥
10. わたしが天使だったらいいのに
作詞：三浦徳子・國府田マリ子、作曲：松原みき、編曲：十川知司
11. ひとり暮らしブギ
作詞：國府田マリ子、作曲・編曲：井上うに
12. 愛と勇気の健忘症
作詞：戸沢暢美、作曲：松原みき・國府田マリ子、編曲：十川知司
13. Looking For
作詞：國府田マリ子、作曲：ながつきまろん、編曲：西脇辰弥
14. 雨のちスペシャル
作詞：國府田マリ子、作曲：松原みき、編曲：西脇辰弥
15. 夢はひとりみるものじゃない
作詞：國府田マリ子、作曲：松原みき、編曲：十川知司
16. 笑顔で愛してる
作詞・作曲：種ともこ、編曲：西脇辰弥
17. 言いだせなくて
作詞：國府田マリ子、作曲：井上うに、編曲：中村修司
18. あいことばはBe!!
作詞：國府田マリ子、作曲：松原みき、編曲：亀田誠治
19. Happy!Happy!Happy!
作詞：國府田マリ子、作曲：ながつきまろん、編曲：水島康貴
20. Pure
作詞：國府田マリ子、作曲：菜芽月まろん、編曲：岩崎文紀